# Andrés Vilches
Andrés Alejandro Vilches Araneda (* 14. Januar 1992 in Talcahuano) ist ein chilenischer Fußballspieler. Der Mittelstürmer wurde vier Mal chilenischer Meister und bestritt zwei Länderspiele für Chile.

## Karriere

### Verein
Andrés Vilches spielte bei CD Huachipato seit er acht Jahre alt war. Dort durchlief er alle Jugendteams und kam im Oktober 2010 zu den Profis, bei denen er unter Trainer Arturo Salah debütierte. Allerdings kam er nicht in die Stammformation und ging 2012 auf Leihbasis zum AC Barnechea in die Primera B und 2013/14 zu Deportes Valdivia in die Segunda División, wo er überzeugen konnte. Zurück bei Huachipato gelangen ihm 2014/15 in 33 Spielen 19 Tore. Zudem wurde er mit fünf Toren Torschützenkönig der Copa Sudamericana 2014. So weckte er das Interesse des Spitzenklubs CSD Colo-Colo, für den er von 2015 bis 2019 spielte, mit Ausnahme einer Leihe 2018 an CD Universidad Católica. Seit 2020 spielt der Stürmer für Unión La Calera und wurde 2022 an den CD Palestino mit Kaufoption ausgeliehen. 2023 wechselte Vilches dann zu Vizemeister Deportivo Ñublense, der an der Copa Libertadores 2023 teilnahm. Zur Saison 2024 gab er seinen Wechsel zu den Santiago Wanderers bekannt.

### Nationalmannschaft
Für Chile spielte Andrés Vilches zwei Partien. Sein Debüt gab er am 28. Januar 2015 beim Freundschaftsspiel gegen die USA, als er in der 90. Spielminute für Roberto Gutiérrez eingewechselt wurde. Auch bei seinem zweiten Länderspieleinsatz im November 2020 bei einem Qualifikationsspiel für die Weltmeisterschaft 2022 in Katar wurde er in der 90. Spielminute eingewechselt.

## Erfolge
CD Huachipato
- Primera División: 2012 Clausura

CSD Colo-Colo
- Primera División (2): 2015/16 Apertura, 2017 Transición
- Copa Chile: 2016
- Supercopa de Chile: 2017

Universidad Católica
- Primera División: 2018

## Auszeichnungen
- Torschützenkönig der Copa Sudamericana: 2014